# Медаль «За отвагу» (Израиль)
Медаль «За отвагу» (ивр. עיטור העוז‎, Итур ха-Оз) — вторая по значимости военная награда Израиля.
Учреждена Кнессетом в 1970 году, в рамках закона «О военных наградах»; согласно закону возможны ретроактивные награждения за действия до 4 июня 1967 года включительно.
По состоянию на 2008 год произведены 220 награждений медалью, два человека награждены дважды.
Награждение медалью производится Начальником Генерального Штаба.

## Дизайн
Дизайн медали разработан лауреатом Премии Израиля художником Даном Райзингером (ивр. דן ריזינגר‎). Медаль выполнена в виде шести перекрещенных мечей, в середине помещена ветвь оливы, контур медали символизирует Менору. Медаль крепится к ленте алого цвета, символизирующего кровь и огонь сражения.
Для ношения на повседневной форме введена колодка цвета ленты медали. При повторном награждении вместо второй медали на колодке или на ленте должен носиться знак, представляющий миниатюрную копию медали, однако единственный дважды награждённый прижизненно, генерал-лейтенант Амнон Липкин-Шахак, носил две колодки.
Медаль изготавливается Государственной компанией монет и медалей из серебра 935 пробы, вес медали 25 грамм.